# آنو رایزن
آنو رایزن، آنو یوریماسا (به ژاپنی: 阿野 頼全 あの らいぜん/よりまさ) (سال تولد نامعلوم - مرگ ۱۶ ژوئیه ۱۲۰۳) یا یک راهب در دوره کاماکورا بود.
او سومین پسر آنو زنجو بود که برادر ناتنی میناموتو نو یوریتومو و برادر ناتنی بزرگتر میناموتو نو یوشیتسونه بود. نوه میناموتو نو یوشیتومو بود. نام او هاریماکو یا هاریمابو بود.
در ۲۳ ژوئن ۱۲۰۳، پدرش، آنو زنجو، که به ظن شورش علیه شوگون میناموتو نو یوری‌ایه دستگیر شده بود، به قتل رسید. آنو رایزن در ۱۶ ژوئیه همان سال، به دستور میناموتو نو ناکاآکیرا و ساساکی ساداتسونا توسط نگهبانانش در کیوتو در معبد هیگاشیاما انن-جی در کیوتو کشته شد.